# Takeši Inoue
Takeši Inoue (30. září 1928 – 5. duben 1992) byl japonský fotbalista.

## Klubová kariéra
Hrával za New Mitsubishi Heavy Industries.

## Reprezentační kariéra
Takeši Inoue odehrál za japonský národní tým v roce 1954 celkem 1 reprezentační utkání.

## Statistiky
| Japonsko | Japonsko | Japonsko |
| Roky     | Záp.     | Góly     |
| -------- | -------- | -------- |
| 1954     | 1        | 0        |
| Celkem   | 1        | 0        |